# 아테네의 흐리스토둘로스

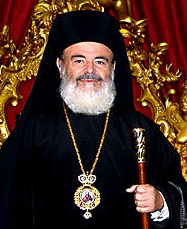

흐리스토둘로스(그리스어: Χριστόδουλος, 1939년 1월 17일~2008년 1월 28일)는 그리스의 성직자로 1998년부터 2008년까지 아테네와 전 그리스의 대주교를 지냈다. 본명은 흐리스토스 파라스케바이디스(그리스어: Χρήστος Παρασκευαΐδης)이다.
1939년 그리스 크산티에서 태어나, 1965년 사제서품을 받았다. 1962년 아테네 대학교에서 법학 학위를 받았고, 1967년에 같은 대학교에서 신학 학위를 받았다. 아테네 대주교 이에로니모스 1세와 세라핌의 착좌 기간 동안 그리스 교회의 성회의 서기를 역임했다. 1998년 세라핌 대주교의 뒤를 이어 59세의 나이에 아테네 대주교로 선출되었다.
로마 교황청과 관계 개선에 앞장섰고, 2001년에는 교황 요한 바오로 2세가 아테네 방문을 하도록 이끌기도 했다.